# Ladislas Ier (roi de Hongrie)
Pour les articles homonymes, voir Ladislas Ier.
 (avril 2025).
Ladislas Ier Árpád ou saint Ladislas (hongrois : I. (Szent) László), né vers 1040 en Pologne, mort à Nyitra (aujourd'hui Nitra en Slovaquie) le 29 juillet 1095, inhumé à Várad (aujourd'hui Oradea en Roumanie), est roi de Hongrie de 1077 à 1095 (couronné d'abord en 1077, puis en 1081 avec la Sainte Couronne),.
Il est canonisé par l'Église catholique sous le nom de saint Ladislas ou saint Ladislas de Hongrie, sous le règne de Béla III, en 1192.
Saint Ladislas Ier (en hongrois : I. (Szent) László, (dans les textes anglais du Moyen Âge : saint Lancelot,), en croate : Ladislav Ier, en slovaque : Svätý Ladislav Ier, en polonais : Władisław Ier Święty ; vers 1040 - 29 juillet 1095) fut roi de Hongrie de 1077 jusqu'à sa mort, « il élargit considérablement les frontières du royaume qu'il consolida à l'intérieur ; aucun autre roi hongrois ne réunit autour de lui un tel amour du peuple ». Avant son accession au trône, il était le principal conseiller de son frère, Géza Ier de Hongrie, qui luttait contre leur cousin, le roi Solomon de Hongrie. À la mort de son frère, ses partisans proclamèrent roi Ladislas selon la tradition hongroise qui donnait la priorité au membre le plus âgé de la famille royale contre les fils du défunt roi. Au terme d'une longue période de guerres civiles, il renforça le pouvoir royal dans son royaume en introduisant une législation sévère. Il put également étendre sa domination sur la Croatie. Après sa canonisation, Ladislas devint le modèle du roi chevalier en Hongrie. Il est fêté le 30 juin.

## Biographie

### Jeunes années
Ladislas était le second fils du futur roi Béla Ier de Hongrie et de son épouse la princesse Richeza de Pologne. Il était né en Pologne, où son père avait cherché refuge après la tentative infructueuse de son père propre père, Vazul, contre son cousin, saint Étienne Ier, premier roi de Hongrie. Il reçut son prénom conformément aux traditions slaves de sa famille maternelle (c'est ainsi qu'il introduisit en Hongrie le prénom de László aujourd'hui d'un usage courant).
En 1048, sa famille revint en Hongrie, où son père avait reçu en apanage un tiers du pays (« Tertia pars Regni »), don de son frère, le roi André Ier de Hongrie, qui s'était emparé du trône du roi Pierre, à la suite d'une révolte païenne. À la suite de son accession au trône, le roi André Ier dut faire face aux attaques d'Henri III du Saint-Empire dont le roi Pierre avait reconnu la suzeraineté. Le roi André Ier et le duc Béla coopérèrent étroitement contre les attaques allemandes et réussirent à préserver l'indépendance de la Hongrie. Cependant, leur collaboration commença à se relâcher à partir de 1053 quand le roi eut un fils, Salomon, parce qu'à partir de ce moment-là le roi André voulut garantir contre son frère la succession de son fils : conformément aux vieilles coutumes hongroises, en effet, c'était le membre le plus âgé de la famille royale qui pouvait prétendre au trône en cas de décès du roi.
En 1057, le roi André Ier avait fait couronner Salomon pour être sûr qu'il lui succéderait, et Ladislas dut participer à la cérémonie en même temps que son père et ses frères, Géza et Lampert. Toutefois, le duc Béla et ses fils quittèrent le pays en 1059 et revinrent l'année suivante avec des soldats polonais. Le roi André Ier perdit deux batailles contre son frère et il mourut, après quoi le père de Ladislas fut couronné le 6 décembre 1060. Après la mort de leur père le 11 septembre 1063, Ladislas et ses frères préférèrent proposer à leur cousin de le reconnaître car il était revenu à la tête de troupes allemandes, ils demandaient seulement de conserver l'ancien duché de leur père. Cependant, le roi Salomon refusa l'offre et devant la supériorité de ses troupes les trois frères furent obligés de quitter la Hongrie et de se réfugier en Pologne : après le retrait de l'armée allemande, ils revinrent toutefois, suivis par les troupes que leur avait fournies le roi Boleslas II, leur cousin du côté maternel.
Les deux camps malgré tout préférèrent éviter la guerre civile, aussi acceptèrent-ils les bons offices de médiation des évêques, et le 20 janvier 1064 ils conclurent à Győr un accord en vertu duquel Ladislas et ses frères reconnaissaient la suzeraineté de Salomon, et recevaient l'ancien duché de leur père, soit le tiers de la Hongrie.

### Duc de laTertia pars Regni
Les années qui suivirent, Ladislas et ses frères collaborèrent efficacement avec le roi Salomon. En 1068, lorsque les Petchenègues eurent envahi les territoires de la Transylvanie, Ladislas, ses frères et le roi allèrent ensemble à leur rencontre et ils furent vainqueurs à Kerlés (aujourd'hui Chiraleș en Roumanie). Une des légendes les plus populaires sur Ladislas se rapportent à cette bataille : elle le montre en train de poursuivre et de vaincre un guerrier petchenègue, qui avait essayé d'enlever une jeune fille hongroise qui fut ainsi libérée.
C'est à cette époque que Ladislas épousa sa première femme, qui était sans doute la fille d'un comte allemand.
À partir de 1071, quand le frère aîné de Ladislas, le duc Géza, refusa de rendre au roi sa part du butin acquis après l'occupation de Belgrade prise à l'Empire byzantin, les relations se détériorèrent entre le roi Salomon et les trois frères. C'est ainsi que, l'année suivante, quand le roi conduisit une nouvelle campagne contre Belgrade, seul le duc Géza le suivit, tandis que Ladislas et Lampert restaient en arrière : ils craignaient que les partisans du roi tentassent de conquérir leur duché en leur absence.
En 1073, aussi bien le roi Salomon que ses cousins se préparaient à l'affrontement qui venait. Le roi envoya ses émissaires à son beau-frère, le roi Henri IV d'Allemagne, tandis que Ladislas et ses frères cherchaient l'appui de leur parenté polonaise et tchèque. Ladislas se rendit en Moravie d'où il revint accompagné par les troupes qu'Otto, duc de Moravie et son beau-frère, lui avait fournies. Il était grand temps, parce qu'avant son arrivée, son frère, le duc Géza avait été défait par le roi Salomon à la bataille de Kemej le 26 février 1074. Le 14 mars, à la bataille de Mogyoród, les trois frères remportèrent une victoire décisive sur les troupes du roi Salomon, qui dut s'enfuir vers les régions occidentales de la Hongrie, tandis que Géza était proclamé roi par les partisans des ducs. Le nouveau roi confirma ses frères, Ladislas et Lampert dans la possession de leur duché.
Pendant le règne de son frère, Ladislas fut son commandant militaire et, à l'automne de 1074, il repoussa l'attaque du roi Salomon contre Nyitra, mais sans réussir en 1076, à occuper Pozsony tenu par le roi Salomon (bien que, si l'on en croit les légendes, il aurait réussi à battre son cousin en combat singulier).
Après la mort de son frère, le 25 avril, 1077, Ladislas fut proclamé roi par leurs partisans. Il fut probablement couronné avec la couronne envoyée par l'empereur Michel VII à son frère, du fait que l'antique couronne était encore en la possession du roi Salomon.

### Lutte pour le trône
Lorsque Ladislas fut couronné, les comtés de Moson et Pozsony étaient encore sous le contrôle du roi Salomon, qui pouvait compter sur l'aide de son beau-frère, le roi de Germanie Henri IV. Aussi Ladislas rechercha-t-il l'alliance des rivaux de ce dernier et, en 1078, épousa Adélaïde de Rheinfelden, la fille du duc Rodolphe Ier de Souabe, qui avait été proclamé roi de Germanie par des opposants à l'empereur.
En 1079, Ladislas prit au roi Salomon la forteresse de Moson, mais il ne fut pas en mesure d'occuper Pozsony. Par la suite, il entama des négociations avec son rival, qui abdiqua finalement en sa faveur en 1081, en échange de grandes propriétés foncières. Le roi déposé tenta cependant de conspirer contre son cousin, mais Ladislas l'emporta et fit emprisonner Salomon.
À l'initiative de Ladislas, le pape Grégoire VII ordonna la canonisation du premier roi de Hongrie, Étienne Ier et de son fils, Emeric (Imre). À l'occasion des célébrations, en la fête de l'Assomption (15 août) 1083, Ladislas rendit sa liberté à Salomon. Celui-ci s'enfuit alors chez les Petchenègues qui, en 1085, envahirent le territoire oriental du royaume, mais Ladislas les défit.
En 1087, Salomon monte une nouvelle expédition, avec des mercenaires Pétchénègues (sous les ordres d'un chef nommé Tselgu) contre l'Empire Byzantin, mais il est surpris, par l'Armée Byzantine, qui met son Armée en fuite : Salomon et Țelgu sont tués au combat.

### Politique intérieure
Les luttes continues pour le trône qui avaient suivi la mort de saint Étienne Ier en 1038, avaient abouti à une situation intérieure confuse au moment où Ladislas monta sur le trône. Pour cette raison, il publia des décrets de la plus grande sévérité contre les auteurs d'infractions : pour des crimes mineurs contre les biens ou des atteintes à la foi chrétienne, ils prévoyaient des peines comme des mutilations, la réduction en esclavage ou la mort.
Le roi Ladislas prit une part active dans la réorganisation de l'Église catholique en Hongrie, par la création du nouvel évêché de Zagreb en 1094, la fondation de l'archevêché de Bacs par sa séparation d’avec Kalocsa, et le transfert du siège de Bihar à Nagyvárad, ce qui n'était pas tout à fait conforme à la pratique normative de l'Église. De même, en 1092, le synode des évêques hongrois de Szabolcs reconnut la légitimité du premier mariage pour les membres du clergé, ce qui allait contre le droit canon.

### Expansion du royaume
La défaite de l'empereur Henri IV du Saint-Empire romain germanique dans sa lutte contre le pape laissa Ladislas libre d'étendre son empire vers le sud et l'est en direction des Carpates orientales. En 1087, il envoya ses émissaires à la cour de Hermann de Salm, qui avait été proclamé roi de Germanie par les adversaires d’Henri IV, empereur du Saint-Empire après la mort du beau-père de Ladislas, mais après qu'il eut reçu des nouvelles sur la mort de Salomon, il n'intervint pas dans les luttes internes en Germanie.
En 1092, Ladislas conduisit ses troupes contre le prince de Vasilko de Terebovlia, qui s'était allié avec les Coumans, et remporta la victoire contre lui. En 1093, Ladislas soutint le duc Zbigniew qui s’était révolté contre son père, le duc Władysław Ier Herman de Pologne.

### Conquête de la Croatie
Le 20 avril 1089 mourait le roi de Croatie, Dmitar Zvonimir, qui avait épousé Ilona, la sœur de Ladislas. On alla tirer d'un monastère le nouveau roi, Etienne II, un vieillard jamais marié et on le couronna. À sa mort, en 1091, sa famille revendiqua la couronne pour le parent vivant le plus proche du défunt. Ladislas la réclama aussi en s'appuyant de façon boiteuse sur la tradition byzantine, selon laquelle il appartenait à la veuve de l'empereur de choisir qui succéderait à ce dernier, et Ilona s'était proclamée en sa faveur. En 1091, les troupes hongroises entrèrent en Croatie et Ladislas, vainqueur,, incorpora le pays à la Hongrie.
Une telle action suscita l'opposition de l'empereur byzantin Alexis Ier Comnène qui chercha de l'aide parmi les Coumans et les persuada d'envahir les parties orientales de la Hongrie. À la nouvelle de l'invasion coumane, Ladislas mena ses armées contre eux et les tailla en pièces près de la rivière Timiş. Ladislas compléta sa victoire en occupant Szerém et Belgrade qui étaient sous contrôle byzantin. L'empereur Alexis Ier envoya cependant contre la Hongrie des troupes nomades fraîches qui contraignirent Ladislas à quitter le territoire byzantin. C'est probablement le roi Ladislas Ier qui a installé en Transylvanie les Sicules, afin de défendre les parties orientales du royaume de Hongrie contre les invasions étrangères.
À l'automne 1091, le pape Urbain II envoya à la cour de Ladislas un légat qui exigea que le roi acceptât la suzeraineté pontificale sur la Croatie. Mais Ladislas repoussa une telle revendication, et il semble qu'il ait reconnu la légitimité de l'antipape Clément III, qui avait été élu par les partisans de l'empereur Henri IV du Saint Empire Romain Germanique.

### Dernières années

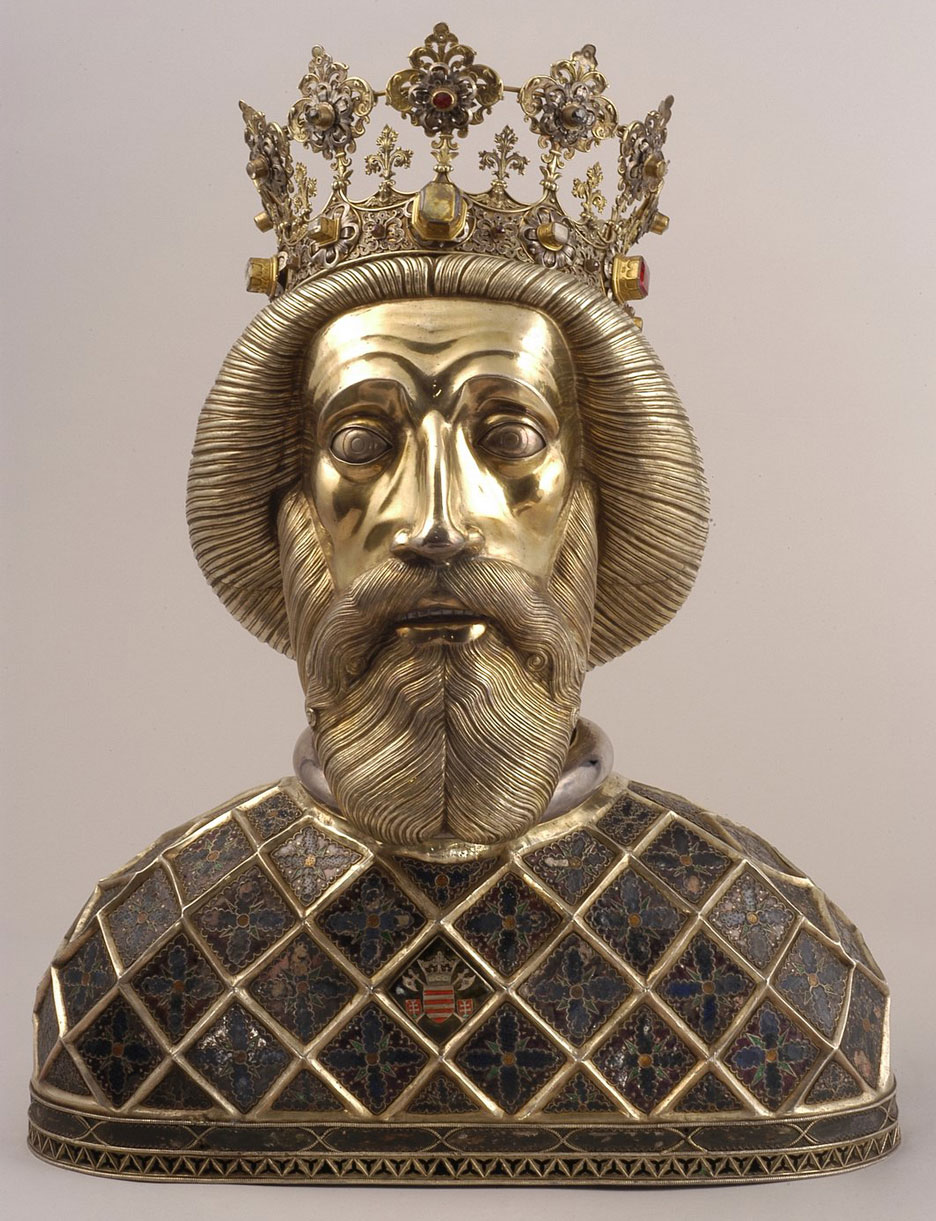
Reliquaire de saint Ladislas - XIV.

Les dernières années du règne de Ladislas furent marquées par les relations tendues entre ses deux neveux, Coloman et Almos. Comme Ladislas n'avait pas de fils, ses deux neveux, fils du roi Géza Ier, pouvaient chacun s'attendre à hériter du trône. Ladislas préférait le plus jeune, Almos, qu'il avait nommé roi de Croatie après la conquête du pays. Coloman ne renonça pas cependant à ses prétentions au trône et, en 1095, il partit pour la Pologne.
Alors que Ladislas préparait une campagne contre le duc de Bohême Bretislav II afin d'aider les fils de sa sœur, les ducs Svatopluk et Otto II de Moravie, il apprit que Coloman revenait en Hongrie avec des troupes polonaises. À cette annonce, le vieux roi mourut subitement.
Il fut enterré à l'abbaye de Somogyvár qu'il avait fondée en 1091.

## Union et postérité
En 1077, Ladislas épouse Adélaïde de Rheinfelden, fille du duc Rodolphe Ier de Souabe et de sa seconde épouse, Adélaïde de Savoie :
- Irène (Prisca) (vers 1080 - 13 août 1134), épouse de Jean II, empereur de Byzance ;
- une fille inconnue (? -?), épouse du prince Iaroslav de Volhynie.

## Héritage
Aucun autre roi de Hongrie n'a joui d'une estime pareille à la sienne. La nation entière porta son deuil pendant trois ans, et on le regardait comme un saint longtemps avant sa canonisation. Un cycle de légendes est associé à son nom. Il fut canonisé le 27 juin 1192.
Un certain nombre de miracles lui sont attribués. À l'occasion d'une peste dans le pays, on dit qu'il pria pour obtenir la fin du fléau avant de lancer une flèche en l'air, au hasard, la flèche alors frappa l'herbe même qui devait permettre de guérir la maladie. À une autre occasion, il poursuivait une troupe de Petchenègues qui faisait une expédition dans le royaume. À ce qu'on raconte, le roi était sur le point de rattraper les envahisseurs, qui eurent l'idée de jeter derrière eux l'argent qu'ils avaient pillé avant que les Hongrois se missent à les poursuivre. La ruse réussit et les soldats s'arrêtèrent pour prendre l'argent. Le roi alors aurait changé tout cet or en pierres grâce à une prière, lui permettant de remettre son armée en route, de vaincre les envahisseurs et de libérer leurs prisonniers.
C. A. Macartney, dans Hungary: A Short History, fait l'éloge suivant de Ladislas : « Ladislas Ier qui, comme Étienne et son fils, Imre, a été canonisé après sa mort était des trois celui dont la personnalité était le plus remarquable : un vrai paladin et un noble chevalier, un protecteur de sa foi et de son peuple, ainsi que des pauvres et des malheureux sans défense. »
Saint Ladislas est aussi le patron d'une église importante du point de vue architectural, Saint-Ladislas, dans le quartier de Portage Park à Chicago.
Ladislas termina la christianisation de la Hongrie (loi contre le paganisme, persécution des táltos). Il fut fidèle au pape pendant la querelle des Investitures, conflit contre l'empereur Henri IV. Il mena une politique de grandeur et d'expansion territoriale en Croatie. Victorieux contre les Petchenègues et les Coumans (en hongrois : kunok), il conquit la Slavonie et la Croatie et fonda l’évêché de Zagreb (la Hongrie obtint un accès à l’Adriatique).
Ladislas, grand législateur, promulgua des lois particulièrement sévères contre le vol, puni de mort. Elles seront adoucies par son successeur Koloman. De plus, ses lois dirigent le peuple vers les droits européens, dans la mesure où elles gardent et défendent la propriété privée. Grâce à cette tendance, une migration commença dans le pays vers les territoires moins peuplés. Il mourut alors qu'il était sur le point de prendre part à la première Croisade.
Il reste l'un des souverains hongrois les plus célèbres, avec son ancêtre Étienne Ier.